# Elk County (Kansas)
Elk County je okres ve státě Kansas v USA. K roku 2010 zde žilo 2 882 obyvatel. Správním městem okresu je Howard. Celková rozloha okresu činí 1 684 km².